# بوبي ساندز
روبرت غيرارد ساندز (بالأيرلندية: Roibeárd Gearóid Ó Seachnasaigh) كان عضو في الجيش الجمهوري الأيرلندي المؤقت، والذي تُوفي بسبب إضرابه عن الطعام أثناء حبسه في سجن إتش إم ماز بعد الحكم عليه في قضية حيازة أسلحة نارية.
كان زعيم الإضراب عن الطعام في عام 1981، الذي احتج فيه السجناء الجمهوريون الإيرلنديون على إلغاء وضع الفئة الخاصة. انتُخب ساندز في البرلمان البريطاني أثناء إضرابه كمرشح عن آنتي إتش-بلوك. تبع موته ووفاة تسعة مضربين آخرين عن الطعام ثورة جديدة في إدارة الجيش الإيرلندي المؤقت ونشاطه. لفتت التغطية الإعلامية الدولية الانتباه إلى المضربين عن الطعام، والحركة الجمهورية عمومًا، إذ جذبت الثناء والنقد.

## سنواته المبكرة
وُلد ساندز في عام 1954 لجون وروزالين ساندز. انتقلا بعد الزواج إلى التجمع العمراني الجديد في أبوتس كروس، نيوتاونبي، مقاطعة أنتريم، خارج شمال بلفاست. كان ساندز الأكبر بين أربعة أطفال. وُلدت أختاه الصُغريان، مارسيلا وبرناديت، في عامي 1955 و 1958، على التوالي. كان لديه أيضًا أخ أصغر، جون، وُلد في عام 1962.
تركت العائلة التجمع العمراني بعد تعرضها للمضايقة والترهيب من جيرانها وانتقلت مع الأصدقاء لمدة ستة أشهر قبل الحصول على سكن في تجمع راثكولي العمراني القريب. 30% من راثكولي كاثوليكي، وتتميز بالمدارس الكاثوليكية بالإضافة إلى اسمها الكاثوليكي ولكنها مختلطة دينيًا، وبنادي كرة قدم للشباب في أيرلندا الشمالية، يُعرف باسم نادي ستيلا ماريس، مثل مدرسة ساندز التي التحق بها وتدرب فيها. كان ساندز عضوًا في هذا النادي ولعب كظهير أيسر. كان هناك نادٍ آخر للشباب في غرينكاسل القريبة يُسمى نجمة البحر، ذهب العديد من الأولاد هناك عندما أُغلق نادي ستيلا ماريس.
تفاقم العنف الطائفي في راثكولي، مع بقية بلفاست بشكل أسوأ، بحلول عام 1966، ووجدت الأقلية الكاثوليكية هناك نفسها تحت الحصار. وجد ساندز فجأة عدم تحدث أصدقائه البروتستانتيين معه على الرغم من العلاقات الطيبة بينهم، وسرعان ما أدرك ضرورة الانضمام إلى الكاثوليك فقط.
ترك المدرسة في عام 1969 في سن 15، والتحق بكلية نيوتاونبي التقنية، بدأ التدريب المهني كصانع حافلات في ألكساندر كوتش وركس في عام 1970. عمل هناك لمدة تقل عن سنة، وتحمل مضايقات مستمرة من زملائه البروتستانت، والتي تجاهلها تمامًا وفقًا للعديد من زملائه، إذ رغب في تعلم تجارة هادفة. واجه بعد مغادرة وية عمله في يناير عام 1971 عددًا من زملائه يرتدون شارات عصابة الترتان المحلية الموالية لأولستر. اعتُقل تحت تهديد السلاح وأُخبروه أن ألكساندر محظورة على «حثالة فنين» وألا يعود أبدًا إذا كان حريصًا على حياته. ذكر لاحقًا أن هذا الحدث كان النقطة التي قرر عندها أن القتال هو الحل الوحيد.
تعرض منزل والدي ساندز في يونيو عام 1972 للهجوم والتدمير من قبل الجماعات الغوغائية الموالية، واضطروا إلى الانتقال مجددًا، هذه المرة إلى منطقة ويست بلفاست الكاثوليكية في توينبروك، حيث انضموا إليها مرة أخرى ساخطين تمامًا. حضر اجتماعه الأول في الجيش الجمهوري الإيرلندي المؤقت في توينبروك في ذلك الشهر وانضم إلى الجيش الجمهوري الإيرلندي في نفس اليوم. كان عمره 18 عامًا. طُردت كل العائلات الكاثوليكية تقريبًا من راثكولي بحلول عام 1973، بسبب العنف والترهيب، على الرغم من استمرار البعض في العيش هناك.

## إضرابه عن الطعام
بدأ الإضراب الإيرلندي عن الطعام عام 1981 برفض ساندز للطعام في 1 مارس عام 1981. قرر ساندز ضرورة انضمام السجناء الآخرين إلى الإضراب على فترات متتالية لتحقيق أقصى قدر من الدعاية، تدهورت حالة السجناء بشكل مستمر على مدار عدة أشهر. تركز إضراب الطعام على خمسة مطالب:
1. الحق في عدم ارتداء زي السجن.
2. الحق في عدم القيام بأعمال السجن.
3. الحق في الصداقة الحرة مع السجناء الآخرين، وفي تنظيم أنشطة تعليمية وترفيهية.
4. الحق في زيارة واحدة وخطاب واحد وطرد واحد كل أسبوع.
5. استعادة كافة حقوق العفو والتي فُقدت خلال الاحتجاج.[18]

كانت أهمية الإضراب عن الطعام تكمن في هدف الأسرى باعتبارهم سجناء سياسيين بدلًا من مجرمين. ذكرت صحيفة واشنطن بوست قبل وقت قصير من وفاة ساندز، أن الهدف الرئيسي من الإضراب عن الطعام هو إحداث دعاية دولية.

## وفاته

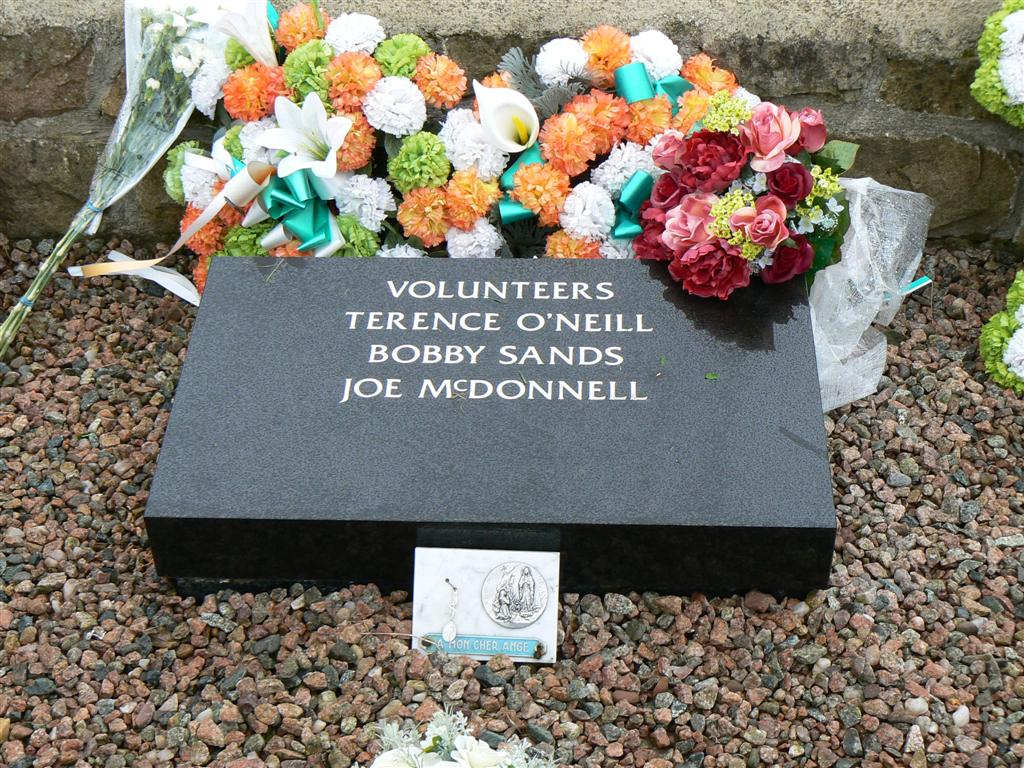
قبر بوبي ساندز في مقبرة ميلتاون

تُوفي ساندز في 5 مايو عام 1981 في مستشفى سجن ماز بعد 66 يومًا من الإضراب عن الطعام، بالغًا من العمر 27 عامًا. سجّل تقرير اختصاصي علم الأمراض الأصلي أسباب الوفاة الناتجة عن إضراب الطعام بأنها «مجاعة اختيارية»، وعُدلت ببساطة لاحقًا إلى «مجاعة» بعد احتجاجات من أسر قتلى الإضراب. سجل الطبيب الشرعي أحكام «المجاعة الاختيارية».
أثار إعلان وفاة ساندز أعمال شغب استمرت لعدة أيام في المناطق القومية بأيرلندا الشمالية. تُوفي بائع حليب، إريك غيني، وابنه ديزموند، نتيجة للإصابات المتكبدة عندما انسكب حليبهما بعد رجمهما من قبل مثيري الشغب في منطقة الأغلبية القومية في شمال بلفاست. اصطف أكثر من 100,000 شخص في مسار جنازة ساندز، ودُفن في «مقبرة الجمهورية الجديدة» إلى جانب 76 شخصًا آخرين. تحافظ الرابطة الوطنية للمقابر على مقابرهم الموجودة في بلفاست.

## أسرته
تزوج ساندز من غيرالدين نوادي أثناء سجنه في تهمة سرقة في 3 مارس عام 1973. وُلد ابنه غيرارد، في 8 مايو عام 1973.  رحلت نوادي سريعًا للعيش في إنجلترا مع ابنهم.
تُعد شقيقة ساندز، برناديت ساندز مكفيت، مؤيدة بارزة أيضًا للجمهوريّة الإيرلنديّة. ساعدت في تشكيل حركة السيادة على مقاطعة 32، جنبًا إلى جنب مع زوجها، مايكل مكفيت، وهي متهمة بالتورط مع الجيش الجمهوري الإيرلندي الحقيقي.
عارضت برناديت ساندز مكفيت اتفاقية بلفاست، قائلة: «لم يمت بوبي من أجل هيئات عبر الحدود مع السلطات التنفيذية. ولم يمت من أجل الوطنيين للمساواة بالمواطنين البريطانيين داخل ولاية إيرلندا الشمالية». كان الجيش الجمهوري الإيرلندي الحقيقي مسؤولًا عن تفجير أوما في 15 أغسطس عام 1998، قُتل فيه 29 شخصًا، من بينهم أم حامل في توأم، وجُرح أكثر من 200. هذه أعلى حصيلة للقتلى في حادث واحد أثناء الاضطرابات. ورد اسم مايكل مكفيت في دعوى مدنية رفعها الضحايا والناجون.

## وصلات خارجية
- بوبي ساندز على موقع الموسوعة البريطانية (الإنجليزية)
- بوبي ساندز على موقع ميوزك برينز (الإنجليزية)
- بوبي ساندز على موقع إن إن دي بي (الإنجليزية)
- بوبي ساندز على موقع ديسكوغز (الإنجليزية)

- Bobby Sands Trust – Official website of poetry and writings by Bobby Sands MP
- Biography from Irish Republican website
- Bobby Sands diary entries & biographies of the ten hunger strikers
- Timewatch: Hunger Strike – a Hidden History (Otmoor Productions/BBC 1993.)
- The Diary of Bobby Sands secret diary written during the first seventeen days of his hungerstrike, before being moved to the prison hospital.